# Històries de llegenda
Històries de llegenda (originalment en castelà, Historias de leyenda) és una sèrie de televisió espanyola produïda per la FORTA, División XL Producciones i A Contraluz Films. Compta amb quatre pel·lícules documentals, que destaquen històries de diferents personatges o llocs concrets, com poden ser la vida d'Antonio Puig Castelló o la història de la Residencia de Estudiantes. Es va presentar en el festival MiM Series 2017. El canal 33 va estrenar el doblatge en català l'1 de setembre de 2019.

## Llista d'episodis
| Núm. | Títol                    | Direcció                 | Guió                                                       | Data d'estrena a Catalunya |
| --- | ------------------------ | ------------------------ | ---------------------------------------------------------- | -------------------------- |
| 1 | La dama del quadre       | Juan Miguel del Castillo | José F. Ortuño                                             | 1 de setembre de 2019      |
| A través dels assajos d'una obra de teatre sobre la figura d'Antonio Puig descobrirem com neix una de les companyies més grans de Catalunya. L'amor de l'Antonio per la Julia i la competència ferotge en el món dels cosmètics faran que l'Antonio treballi durament fins a aconseguir fabricar el primer pintallabis d'Espanya.                                                  |                          |                          |                                                            |                            |
| 2 | El preu de l'èxit        | Jesús Ponce              | Sergio Crespo, Jesús Ponce i Alejandro Torres              | 8 de setembre de 2019      |
| Aquest telefilm narra la història de l'Anton Lomástegui, un jove boxejador amateur que tracta de seguir les passes d'un dels seus ídols, Urtain, i arribar a ser tan bo i tan famós com ell. Per aconseguir-ho haurà de triar entre el camí marcat pel seu entrenador David, o el que li proposa en Paco, un vell manàger de boxa que va conéixer Urtain en els seus millors anys. |                          |                          |                                                            |                            |
| 3 | El pacte dels estudiants | Juan Miguel del Castillo | Sergio Crespo, Alejandro Torres i Juan Miguel del Castillo | 15 de setembre de 2019     |
| Tres alumnes acabats de sortir de la universitat reben l'encàrrec de buscar una pel·lícula que, pel que sembla, podrien haver fet Lorca, Dalí i Buñuel durant la seva estada a la residència d'estudiants. |                          |                          |                                                            |                            |
| 4 | El somni aconseguit      | José F. Ortuño           | José F. Ortuño                                             | 22 de setembre de 2019     |
| Els socis d'una gran empresa analitzen en un gabinet de crisi per què estan a punt de fer fallida, després d'haver tingut a Amancio Ortega i el seu model de negoci com a exemple a seguir. Les picabaralles personals acabaran per afectar tots. |                          |                          |                                                            |                            |